# جوي بيلتيرمان
جوي بيلتيرمان (18 أغسطس 1993 في هولندا - ) (بالهولندية: Joey Belterman)‏ هو لاعب كرة قدم هولندي في مركز الوسط. لعب مع دين بوستش وهيراكليس ألميلو.

## وصلات خارجية
- جوي بيلتيرمان على موقع قاعدة بيانات كرة القدم.إي يو (الإنجليزية)
- جوي بيلتيرمان على موقع Soccerway.com (الإنجليزية)
- جوي بيلتيرمان على موقع عالم كرة القدم.نت (الإنجليزية)